# くるみ割り人形 (石川ひとみの曲)
「くるみ割り人形」（くるみわりにんぎょう）は、1978年9月5日に発売された、石川ひとみの2枚目のシングル。

## 解説
- 同時発売のデビュー・アルバムのタイトルにもなっている。

## 収録曲
- 両楽曲共に、作曲：馬飼野康二／編曲：大村雅朗

1. くるみ割り人形（3分20秒）
作詞：三浦徳子
2. タイトロープ（3分12秒）
作詞：岡田冨美子